# (242795) 2006 AX79
(242795) 2006 AX79 es un asteroide perteneciente al cinturón de asteroides, región del sistema solar que se encuentra entre las órbitas de Marte y Júpiter.
Fue descubierto el 11 de enero de 2006 por el equipo del proyecto Spacewatch desde el observatorio Nacional de Kitt Peak.

## Designación y nombre
Designado provisionalmente como 2006 AX79.

## Características orbitales
2006 AX79 está situado a una distancia media del Sol de 2,274 ua, pudiendo alejarse hasta 2,531 ua y acercarse hasta 2,018 ua. Su excentricidad es 0,113 y la inclinación orbital 7,811 grados. Emplea 1252,69 días en completar una órbita alrededor del Sol.

## Características físicas
La magnitud absoluta de 2006 AX79 es 17,31.